# Attacco Notturno
L'Attacco Notturno fu una battaglia consumatasi nella notte tra il 17 ed il 18 giugno 1462 tra le forze del voivoda (principe) di Valacchia Vlad III e l'esercito dell'Impero ottomano guidato dal sultano Maometto II, il conquistatore di Costantinopoli. Svantaggiato dalla sua notevole inferiorità numerica, il voivoda Vlad cercò una rapida soluzione al conflitto attaccando nottetempo il campo dei turchi con l'intento di eliminare fisicamente la persona del sultano e convincere le sue truppe a ritirarsi. Dato certo dello scontro è che i valacchi si ritirarono in buon ordine dopo aver ucciso diversi turchi ma lo scopo precipuo della missione, l'omicidio di Maometto II, non riuscì a Vlad Țepeș.

## Antefatto

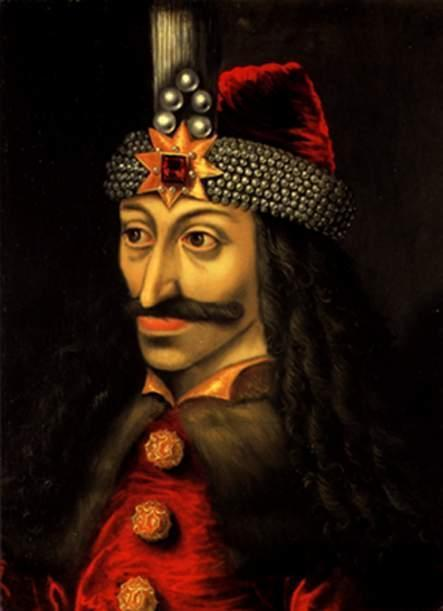
Vlad III Țepeș

Già vassallo dei turchi al tempo del sultano Murad II, cui dovette il suo primo breve regno sulla Valacchia nel 1448, Vlad Țepeș era riuscito a prendere saldamente per sé il trono del padre Vlad II Dracul solo nel 1456, grazie all'appoggio del Regno d'Ungheria. Scomparso Giovanni Hunyadi, il Cavaliere Bianco di Transilvania che aveva sconfitto le forze ottomane di Maometto II guidando gli ungheresi all'Assedio di Belgrado (1456), Vlad era stato costretto a ribadire il vassallaggio nei confronti della Sublime porta già negoziato da suo padre.
A partire dal 1459, quando cioè la sua posizione sul trono valacco si fece più solida, il voivoda (principe) Vlad iniziò a disertare i suoi doveri nei confronti del sultano: tralasciò di versare il tributo annuo alla Porta e smise di inviare ad Istanbul i ragazzi destinati al Devșirme. Parallelamente, l'Impalatore negoziava un'alleanza con il nuovo re d'Ungheria, Mattia Corvino (figlio di Hunyadi), per organizzare la crociata voluta da Papa Pio II contro i turchi.

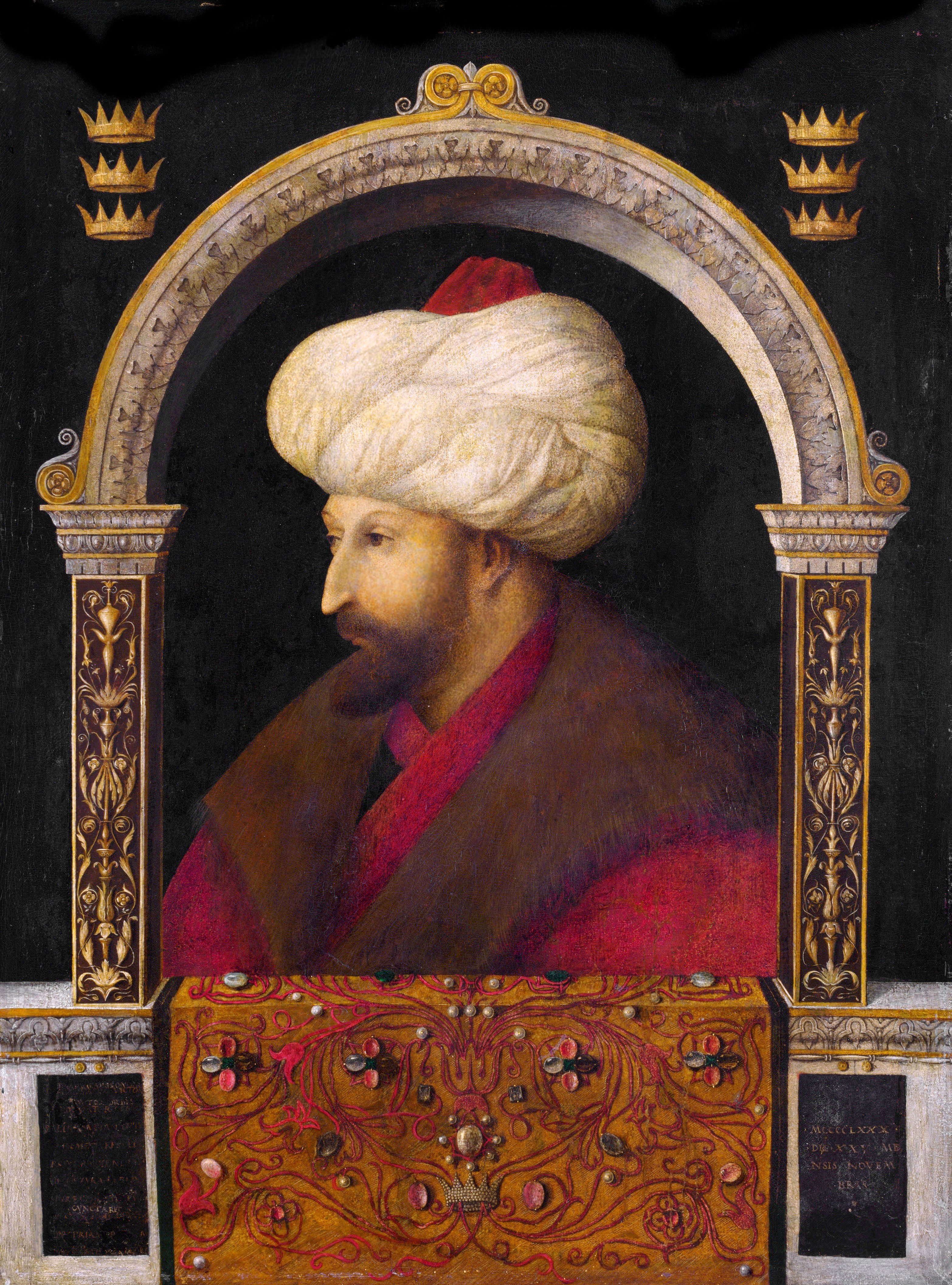
Maometto II

Nel 1461, Vlad Țepeș e Maometto II arrivarono alla resa dei conti. Il sultano inviò in Valacchia un'ambasciata con l'ordine segreto di attirare in un'imboscata Vlad e di catturarlo. Informato dei progetti turchi, Vlad rispose catturando gli ambasciatori e facendoli trucidare, poi attraversò il Danubio gelato e penetrò per 800 chilometri in territorio ottomano, compiendo saccheggi da Chilia a Rahova (presso la foce del Jiu). Il resoconto della spedizione, fatto da Vlad all'alleato Mattia, parla di 23 883 morti «senza contare quelli che sono stati bruciati vivi nelle loro case o le cui teste non sono state mostrate ai nostri ufficiali».
Nella primavera del 1462, Maometto II mosse l'esercito da Istanbul con l'intenzione di annettere la Valacchia all'impero ottomano. Accompagnava il sultano il fratellastro di Vlad III, Radu cel Frumos che, a detta dello storico Laonico Calcondila, sarebbe divenuto l'amante di Maometto durante il soggiorno scontato da Radu e da Vlad alla corte di Murad II come ostaggi.
Nonostante le formali profferte d'aiuto da parte di Mattia Corvino, Vlad III si ritrovò da solo a fronteggiare l'attacco turco. Il voivoda impostò un piano di guerra difensiva basato sulla strenua difesa dei porti danubiani (Vidin, Brăila, Chilia) e sulla tattica della terra bruciata. Stando ad alcune fonti, Vlad avrebbe persino progettato di inviare incontro a Maometto i propri sudditi affetti da malattie infettive (quali la peste bubbonica) per seminare morbi letali tra le file del nemico. Le forze ottomane riuscirono a sbarcare a Turnu Severin grazie ad un'incursione anfibia dei Giannizzeri ma avanzarono per una settimana in territorio valacco senza trovare né il loro nemico né animali o vivande con cui rifocillarsi.

## Svolgimento
La notte del 17 giugno, quando i turchi giunsero in prossimità della capitale Târgoviște, Vlad Țepeș sferrò il suo attacco contro il campo nemico. L' "Attacco Notturno" si costituì in realtà come una serie di rapide incursioni di cavalleria portate dai valacchi contro l'accampamento ottomano. Sebbene le fonti siano discordanti circa il numero di morti seminati da Vlad tra le file ottomane, dato certo è che riuscì a mettere in scacco la cavalleria asiatica di Maometto e ad uccidere parecchi cavalli e cammelli.
L'attacco diretto contro la persona del sultano fallì perché Dracula, in due occasioni, non riuscì a distinguere il padiglione di Maometto, finendo con l'attaccare i padiglioni di due magnati della corte ottomana: il Gran Vizir Mahmud Pascià Angelović e İshak Pascià. Secondo alcune fonti, altra causa del fallimento della spedizione fu la mancanza di coraggio del boiaro Galeș, comandante della seconda forza d'incursione valacca, che non avrebbe guidato l'attacco risolutivo alle spalle dei nemici impegnati a contenere Vlad.
I valacchi vennero definitivamente costretti a ripiegare da un attacco risoluto dei giannizzeri guidati da Ali Bey Mihaloglu.

## Esito
Nonostante il grave impatto sul morale della truppa che l'attacco notturno di Vlad aveva avuto, Maometto II decise di proseguire la campagna, attaccando Târgoviște il giorno successivo. Dopo pochi giorni, mentre Vlad si arroccava tra i monti che separavano la Valacchia dalla Transilvania, Maometto desistette però dalla "spedizione punitiva" nei confronti del voivoda. La Valacchia venne affidata a Radu cel Frumos con il compito di stanare ed eliminare il suo pericoloso fratellastro.
Mentre la città di Bucarest resisteva agli assalti ottomani, Maometto II si fece carico diretto della conquista di Brăila che venne poi data alle fiamme (29 giugno). Il sultano salpò poi per Adrianopoli e da lì (11 luglio) rientrò ad Istanbul per celebrare la sconfitta mascherata da trionfo su Vlad Țepeș.
Stando alle informazioni riportate dalle fonti storiche, a spingere Maometto verso una chiusura formale del conflitto (che sarebbe proseguito nei panni di una contesa dinastica tra i due Drăculești Radu e Vlad) furono le atrocità perpetrate da Vlad Țepeș di cui l'Attacco Notturno fu solo il preludio.

### Fonti
- Ducas, Historia turco-bizantina 1341-1462, a cura di Michele Puglia, Rimini, 2008, ISBN 88-8474-164-5.
- (RO) Laonico Calcondila, Expuneri historische, Historiarum demonstrationes, a cura di V. Grecu, Bucarest, 1958.

### Studi
- Matei Cazacu, Dracula. La vera storia di Vlad III l'Impalatore, Milano, 2006, ISBN 88-04-55392-8.
- (EN) M.J. Trow, Vlad the Impaler, Glouchestershire, 2003.
- (EN) Franz Babinger, Mehmed the Conqueror and his time, Princeton, Princeton University Press, 1992, ISBN 0-691-01078-1.
- (EN) Radu R. Florescu e T.R. McNally, Dracula: Prince of many faces : His life and his times, Boston, Little, Brown and Company, 1989, ISBN 978-0-316-28656-5.
- (RO) N. Stoicescu, Vlad Țepeș, Bucarest, 1979.
- (RO) Andrei Pippidi, Noi izvoare italiene despre Vlad Ţepeş şi Ştefan cel Mare, in Studii şi Materiale de Istorie Medie, XX, 2002.
- (EN) Joseph Geringer, Staggering the Turks, su Crimelibrary.com (archiviato dall'url originale il 7 novembre 2006).